# Kaspiska språk
Kaspiska språk är en språkgrupp inom de nordvästiranska språken (inom den iranska språkfamiljen) som talas vid Kaspiska havet i norra Iran. Till gruppen hör gilaki, mazandarani och shahmirzadi.